# Synth pop
El synth pop (en español: pop de sintetizador), también conocido como tecno pop, es un subgénero del pop y de la música electrónica nacido a finales de los años 70, que está fuertemente influenciado por el popular movimiento denominado new wave, y que toma prestados otros elementos de la música disco, el post-punk, el krautrock y el glam rock. Fue uno de los subgéneros más populares en el mundo desde finales de los años 70 hasta finales de los 80. Los lugares donde más altos niveles de popularidad alcanzó fueron el Reino Unido, Japón, Escandinavia y Alemania. En la actualidad este subgénero resurgió notablemente desde mediados de los 2000, y ha vuelto a tener notoriedad y una alta popularidad, especialmente en Europa. El synth pop ha sido definido como un pop sintetizado en el que se puede apreciar la belleza de lo no acústico. A pesar de su popularidad, el género se ha definido como no destinado en primera instancia a solo ser comercial y superficial como el pop común.
También sirvió de plataforma para el surgimiento de los nuevos estilos de música electrónica como el house, el techno y el trance, y también dio paso del sonido disco al sonido dance.
Influidos por David Bowie, Brian Eno, Blondie, Donna Summer (de la mano de uno de los pioneros en el género Giorgio Moroder), Kraftwerk, OMD, Ultravox (primeros años) y otros, los representantes de este género desarrollaron un nuevo estilo musical, marcando la década de 1980.
Los primeros pioneros del synth pop incluyeron bandas británicas como Ultravox o The Human League. Y, después del avance de artistas como Gary Numan en las listas del Reino Unido en 1978, una gran cantidad de bandas emergentes comenzaron a disfrutar del éxito gracias a un sonido basado en sintetizadores. Grupos noveles como Orchestral Manoeuvres in the Dark (OMD), y los recién formados Depeche Mode y Eurythmics. Así mismo, el desarrollo de sintetizadores polifónicos de bajo costo, la definición de MIDI y el uso de ritmos de baile condujeron el synth pop a un terreno más amplio y más vistoso. Gracias a esto pudieron nacer en la década de los 80 subgéneros como los new romantic, que ganó gran popularidad junto al surgimiento de la MTV, que condujo al éxito mundial a un gran número de grupos de synth pop británico incluidos Duran Duran y Spandau Ballet.
A mediados de la década de los 80, grupos como Erasure, Pet Shop Boys, A-ha y Depeche Mode adoptaron un estilo que tuvo un gran éxito en el mercado estadounidense y canadiense. Así finalmente el synth pop logró conquistar todos los mercados importantes de la industria musical, lo que lo posicionó como uno de los subgéneros más influyentes de la década. A inicios de la década de los 90, los sintetizadores new wave de bandas como A-Ha y Alphaville estaban influenciando y dando paso a la música house y al techno.
A pesar de eso, la popularidad del synth pop disminuyó casi por completo para mediados de los 90. 
Pero el gran interés por revivir el new wave y el synth pop a mediados de los 2000 de la mano de la indietrónica y electroclash logró que el movimiento paulatinamente volviera a la primera línea de éxito y popularidad musical. En la actualidad el género synth pop continúa con una gran popularidad y éxito comercial y es uno de los géneros fijos en los festivales europeos de verano. En esta década el synth pop ha aumentado aún más su éxito comercial, gracias a artistas como Crystal Castles, Owl City, Grimes, M83 y Chvrches que se han posicionado como números fuertes de este subgénero.
El gran aporte de la música de sintetizador ya ha dejado un gran legado, estableciendo un lugar importante para teclados y sintetizadores como un elemento principal tanto dentro de la música pop y rock, que también ha influido directamente en el nacimiento de géneros posteriores como el house, acid house y el techno e indirectamente también ha influido en muchos otros géneros como el dance, la indietrónica, la electrónica, el electropop y el EDM.

## Características
Mientras la música popular más común en el mundo industrializado era realizada con instrumentos electrónicos, el synth pop tenía sus propias tendencias estilísticas que lo diferencian de otra música producida con los mismos medios. 
Estos incluyen la explotación de la artificialidad (los sintetizadores son usados para imitar instrumentos acústicos), el empleo de ritmos mecánicos, arreglos vocales como contrapunto a la artificialidad de los instrumentos y el modelo ostinato como efecto. Las estructuras de canciones synth pop son generalmente iguales a las de la música pop.
Los grupos de synth-pop preferían los sintetizadores antiguos como el Minimoog de Robert Moog y las cajas de ritmos, en particular, la Roland TR-808 y la Roland TR-909. Los instrumentos más populares incluyen el teclado Yamaha DX7, la caja de ritmos Roland TR-808, el Roland Jupiter y el Sequential Prophet-5.
Los instrumentos que se usaban básicamente eran:
- La línea de baterías electrónicas Simmons SDS(Simmons Drum Synthesizer).
- La caja de ritmos Roland TR-707.
- El módulo de línea de bajo de la Roland TB-303, usado al principio, en 1981 y 1982.
- Linn Drum Box: esta caja de ritmos fue utilizada por grupos de la época.

El desarrollo del sistema de comunicación digital entre instrumentos electrónicos (MIDI) facilitó las tareas de creación y perdura hasta hoy permitiendo la comunicación entre ordenadores y sintetizadores.

## Historia y desarrollo del synth pop
Los orígenes del género synth pop se remontan al desarrollo de los sintetizadores y la música electrónica, pero todo comenzó cuando los pioneros de las melodías electrónicas, el grupo musical alemán Kraftwerk, graban su cuarto álbum, Autobahn, en 1974, cambiando el desarrollo de la música electrónica y popular. El uso que se les dio a los sintetizadores por parte del entonces trío conformado por Ralf Hütter, Florian Schneider y Wolfgang Flür los catapultó al éxito internacional. Su revolucionario trabajo, futurista y original para la época, sería decisivo en el desarrollo de la música en los años posteriores e influenciaría fuertemente a los artistas que vendrían unos años después, especialmente en el Reino Unido.

### Los primeros años (1977-1979)

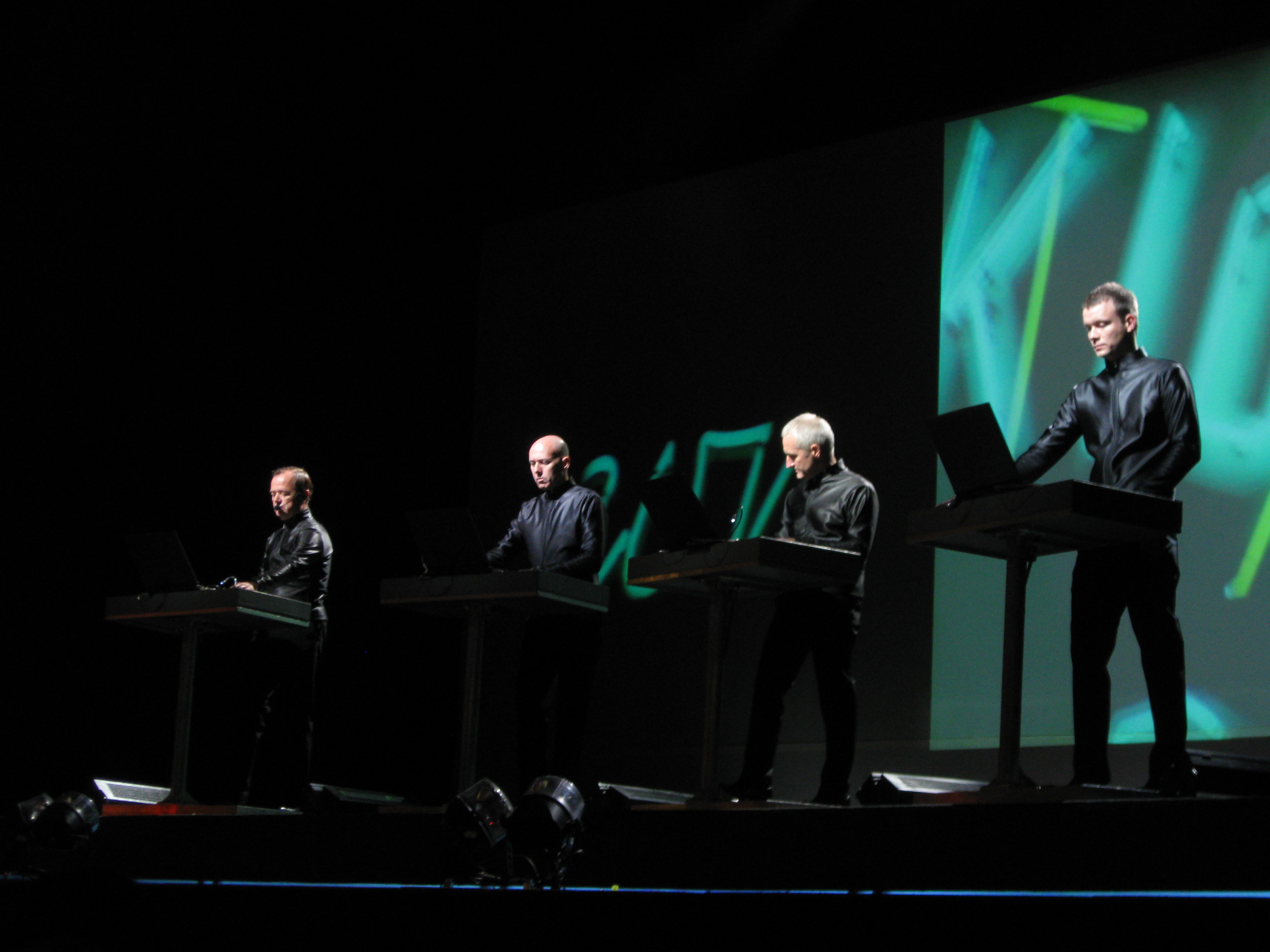
Kraftwerk.

En plena explosión punk, una serie de artistas influenciados por Kraftwerk y además por otros músicos como Roxy Music, Brian Eno y David Bowie, iniciarán la experimentación con sintetizadores y comenzarán a incorporarlos como un instrumento más junto con las guitarras, baterías y bajos. De esta manera, en el Reino Unido se iniciaría un nuevo estilo musical, al principio con pocos grupos, pero que más tarde cosecharían grandes éxitos e influirían en el mundo de la música. Sin embargo, el punk, género vigente en esos años, y sus derivados directos, como el post-punk y el indie rock, opacarían al synth pop durante esa época.
En 1973, Brian Wilson grabó un EP de música experimental llamado Mount Vernon and Fairway (A Fairy Tale); el mismo fue editado junto al álbum Holland en el citado año. Más tarde, Wilson grabó para The Beach Boys el álbum Love You, inspirado en Switched-On Bach de Wendy Carlos (un álbum de piezas de Bach interpretadas con sintetizadores), así la instrumentación de Love You fue compuesta casi en su totalidad por sintetizadores analógicos con tecnología de última generación, como el Minimoog. Los arreglos y mezclas de estos instrumentos fueron hechos como el característico muro de sonido (wall of sound), debido a la fascinación que tenía Brian Wilson del trabajo de Phil Spector.
En el Reino Unido, el género fue primero representado por bandas como Ultravox, Dalek I Love You, Orchestral Manoeuvres in the Dark (OMD), The Human League, Japan, Be-Bop Deluxe, Tubeway Army, Vice Versa, Cabaret Voltaire, Visage, Throbbing Gristle, Soft Cell, Blancmange, The Buggles, New Musik y, posteriormente, Depeche Mode. También algunos solistas como Gary Numan (cantante de Tubeway Army), Thomas Leer y Robert Rental.
Ultravox lanzó sus dos primeros álbumes en 1977, Ultravox! y Ha! Ha! Ha!, en los cuales Billy Currie usaba los teclados de una manera muchas veces no tan protagónica, pero lo hacía extensamente en las dos canciones finales de cada álbum, My Sex e Hiroshima Mon Amour, respectivamente, pero el grupo no dio el gran paso hasta 1978, cuando lanzó Systems of Romance, que además es considerado un referente en el origen del movimiento new romantic.
Landscape lanzan en 1977 un EP llamado U2XME1X2MUCH. Al mismo tiempo, otros grupos como The Buggles y New Musik, formados en 1977 y que tenían como cantantes a dos futuros productores aclamados, Trevor Horn y Tony Mansfield respectivamente, esperarían hasta 1979 para grabar y lanzar los materiales que los harían debutar: Video Killed the Radio Star y Straight Lines, respectivamente. Japan graba a finales de 1977 su primer álbum, Adolescent Sex, y lo lanza a comienzos de 1978, con un sonido glam rock mezclado con el sintetizador de Richard Barbieri.
The Human League lanza en 1978 su primer sencillo, Being Boiled, donde usaron solo sintetizadores, caja de ritmos y cintas magnéticas como instrumentos dando origen al subgénero electropop. En noviembre de 1978 debuta Tubeway Army con un álbum homónimo, grupo liderado por Gary Numan, que se convertiría en una de las figuras del synth pop más reconocidas.
En el condado norteño de Merseyside se formaban Dalek I Love You (1977) y OMD (1978), cuyos primeros materiales tampoco tendrían un éxito suficiente.
Debido a que el uso de los sintetizadores era poco convencional y especialmente por lo fuerte que era el punk en ese momento, estos artistas pasaron casi inadvertidos hasta su declive en el Reino Unido hacia 1980.

### Transición y cambios (1979-1980)
Muchas de las primeras bandas de synth pop no lograron el éxito debido a muchas circunstancias, entre ellas el punk. Por eso los cambios no se hicieron esperar, tanto en el estilo de hacer música, que era de modo más experimental, como en el de alineaciones en ciertos grupos. A partir de ahí, lo que no se logró en la década de los setenta, se pudo hacer en la siguiente, logrando hacer del sintetizador una predominancia. Hubo casos de bandas de tendencia más roquera que experimentaron momentáneamente con los sintetizadores, como en el caso de The Skids (Goodbye Civilian, 1980) y Joy Division (As You Said, 1980).
Para 1979, Ultravox ya había sufrido una serie de cambios de sonidos en su repertorio. Años atrás, era más notoria su influencia del glam rock y el punk, como parte de sus dos primeros álbumes Ultravox! y Ha! Ha! Ha!, respectivamente, mientras que sus orientaciones hacia el synth pop eran destacadas con poca notoriedad, pero dando sus primeros pasos en las canciones finales de estos dos discos (y los sencillos de la época), habiendo, en cambio, una gran predominancia en la guitarra eléctrica. Para Systems of Romance, los roles empezaron a cambiar, con los sintetizadores adquiriendo cada vez más protagonismo que la guitarra. Pero en 1979, John Foxx, cansado de los fracasos comerciales y las tensiones con el resto de los miembros, abandona el grupo para hacerse solista. Ese mismo año, el tecladista y violinista de la banda Billy Currie empieza a formar parte del proyecto Visage, donde conoce a Midge Ure, con quien entabla su amistad. Ure, interesado en ayudarlo a completar el alineamiento de Ultravox, decide reemplazar a Foxx y el guitarrista Robin Simon (separado poco antes que Foxx) a la vez, siendo aceptado un poco después. A finales de ese año, el renovado Ultravox emprende una nueva gira y en 1980 sale el álbum Vienna, cuya canción homónima (y su vídeoclip) les abre las puertas del éxito. Vienna es un álbum con más elementos de sintetizador que los anteriores con John Foxx.
Por su parte, John Foxx grabó su primer álbum solista a finales de 1979, ya con un uso casi completo de sintetizadores y otros materiales electrónicos, llegando a sonar casi al estilo de Kraftwerk y The Human League; el álbum se llamaría Metamatic, salido a comienzos de 1980, que llegaría a estar en los puestos más altos del chart británico, con canciones destacadas como Underpass y No-One Driving, sacadas también en sencillos.
The Buggles, inicialmente fue compuesto por Trevor Horn, Geoffrey Downes y Bruce Woolley. Este trío compuso Video Killed the Radio Star y Clean Clean en 1977, año en que se formaron y vivían juntos en un apartamento. En 1979 Woolley se separa del grupo y forma Bruce Woolley And The Camera Club con Thomas Dolby y lanza ese año English Garden, que contenía ambas canciones que había compuesto en The Buggles. Video Killed The Radio Star fue sacado en dicho año como sencillo tanto por estos como por Woolley y su grupo, pero la versión de los primeros terminó con más éxito.
Aunque Joy Division era conocido por sus tendencias al género gótico, habiéndose iniciado como muchas bandas de su época en el punk, en 1980 llegó a lanzar una canción llamada As You Said y su último álbum Closer, los cuales mostraban una orientación hacia la electrónica, especialmente en el caso del primero. El guitarrista y tecladista Bernard Sumner y el cantante Ian Curtis admiraban también el synth pop de Kraftwerk, mostrando su otro lado musical antes del trágico suicidio de Curtis en mayo de 1980. Con Closer lanzado póstumante, poco después el resto de la banda cambia su nombre a New Order, y cambiarían paulatinamente al género synth pop.
The Human League estaba formado originalmente por Philip Oakey, Martyn Ware e Ian Craig Marsh. La banda lanza su primer álbum, Reproduction, en 1979, y Travelogue, en 1980. A pesar de ser una de las primeras bandas de synth pop en sacar un disco dedicándose completamente a ese género (a diferencia de Ultravox, Tubeway Army y Japan), The Human League no alcanzó éxito, conduciendo a una serie de cambios: Ware (quien no se llevaba bien con Oakey) decidió irse, siendo seguido por Marsh. Oakey se quedó con el nombre de The Human League y reclutó a unas chicas en una discoteca para hacer de reclamo del grupo. Por su parte Ware y Marsh formaron brevemente un proyecto llamado BEF, que invitaba a diversos cantantes a tomar parte en su repertorio; luego forman Heaven 17 con Glenn Gregory, un viejo conocido quien previamente era visto por ellos como el cantante de The Human League.
Japan, como Ultravox, estaba enraizado en el glam rock y utilizaba algunos sonidos electrónicos. Como Billy Currie en Ultravox, Richard Barbieri era el único de su grupo que proveía el sintetizador. Después del lanzamiento de Adolescent Sex y Obscure Alternatives, comienza una transición en el sonido de la banda, saliendo Quiet Life, que proveía un sonido un poco más electrónico y sin mucho uso de la guitarra. A pesar del éxito, Japan sale del sello Hansa y firma contrato con Virgin, el cual le provee en 1980 su primer gran álbum Gentlemen Take Polaroids, con un sonido más electrónico y evolucionado. Sin embargo el resultado más esperado vendría en 1981 con Tin Drum, el cual contendría éxitos como Ghosts.
También Trevor Horn al desintegrarse el grupo The Buggles, decide experimentar con el grupo The Art of Noise creando una combinación armoniosa
entre synth pop, Ambient y sonidos experimentales, ayudándose del entonces nuevo Fairlight CMI, el primer sintetizador sampler.
En 2009 la BBC presentó un documental llamado SYNTH BRITANNIA donde habla sobre la historia del synth pop en el Reino Unido.
En este documental presenta grupos, como por ejemplo: Cabaret Voltaire, The Human League o Heaven 17 hablando de su historia e influencias para el mundo.

### Años 1980
A principios de 1980 surgirían grupos como Orchestral Manoeuvres in the Dark (OMD), Visage y otras bandas que arraigaron un estilo propio, seguido por una legión de grupos que combinaban típicas melodías pop con sonidos electrónicos generados por sintetizadores, baterías electrónicas, cajas de ritmos, cintas magnéticas y secuenciadores, apareciendo el subgénero tecno-pop.
La mayoría de los grupos synth pop también serían new wave destacándose en ambos estilos, ya que el synth pop era considerado un subgénero de la new wave. Ya en la primera mitad de los años 1980 aparecerían otras agrupaciones como Duran Duran, Depeche Mode, Alphaville, Pet Shop Boys, etc., que seguirían una fórmula al estilo de Kraftwerk, el dúo Soft Cell, Heaven 17, Blancmange o Yazoo.
Thomas Dolby lanza en 1981 su primer álbum, The Golden Age of Wireless, que incluía el tema «She Blinded Me With Science».
The Human League lanzó Dare!, álbum que contenía el éxito mundial Don't You Want Me (1981).
En 1982 hubo una nueva oleada de grupos new wave/synth pop como A Flock of Seagulls o Talk Talk.
Yazoo se desintegró en 1983, entonces Vince Clarke -quien ya había abandonado Depeche Mode también- realizó el proyecto The Assembly en 1984 sacando un solo sencillo y al año siguiente se juntó con Andy Bell para formar Erasure. En paralelo su excompañera, Alison Moyet, sacaría su primera producción discográfica como solista llamada Alf.
Y así hasta 1984 donde el synth pop inicia su caída (coincidiendo con la aparición de The Smiths), y muchos de los grupos que cultivaban el estilo comenzarían a desaparecer o a practicar otros géneros, como Tears For Fears hacia 1985. Ese mismo año debuta el grupo noruego A-Ha con gran éxito, aunque en la segunda mitad de los 80, el synth pop prácticamente es solo cultivado por bandas surgidas a principios de la década como Depeche Mode o Gary Numan. 
El synth pop resurgiría gracias a bandas llamadas neo synth pop como los alemanes Camouflage, Fersaw XE o Romania, pero el movimiento no tendría la importancia que tuvo en su época de esplendor.

### Europa

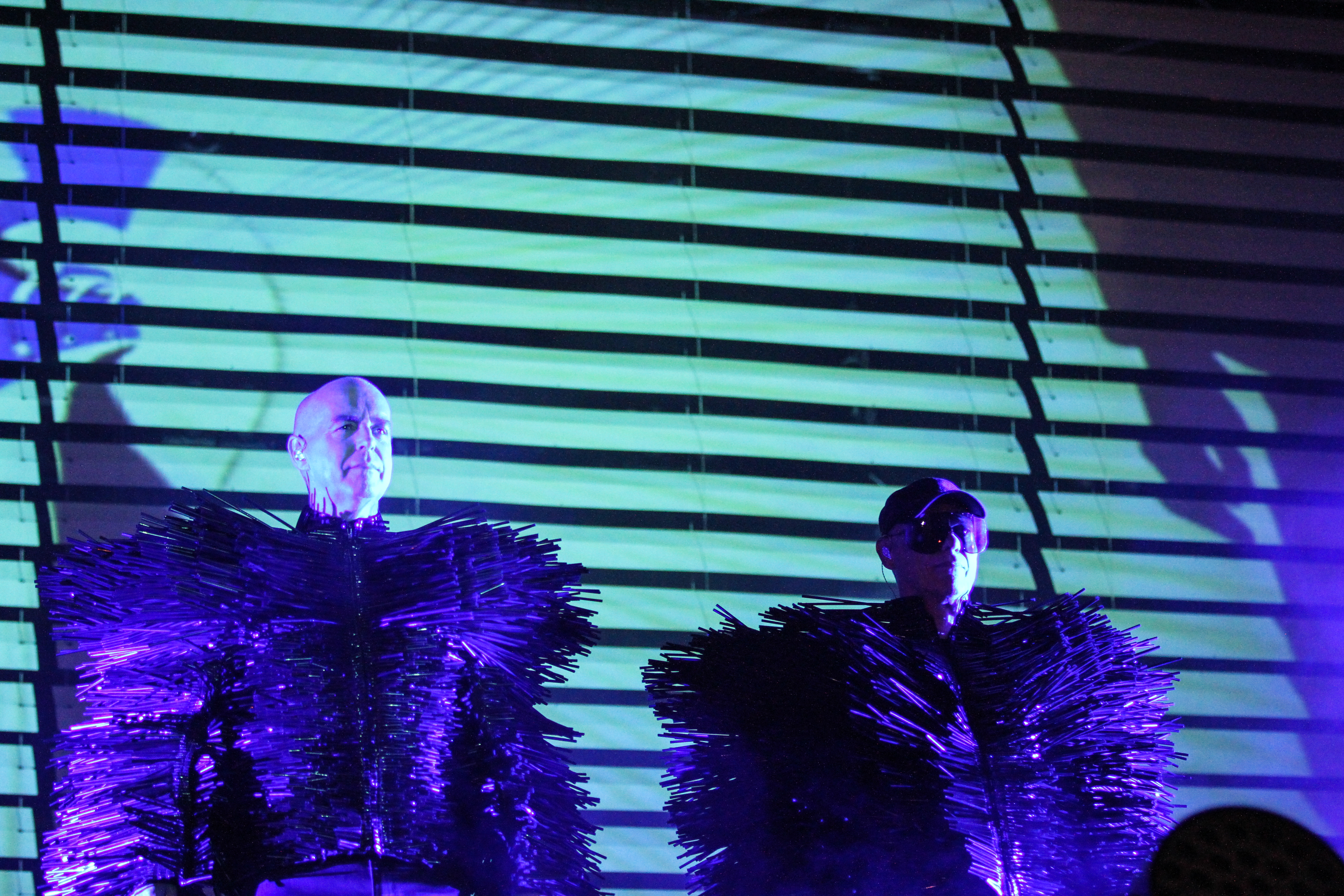
Pet Shop Boys.

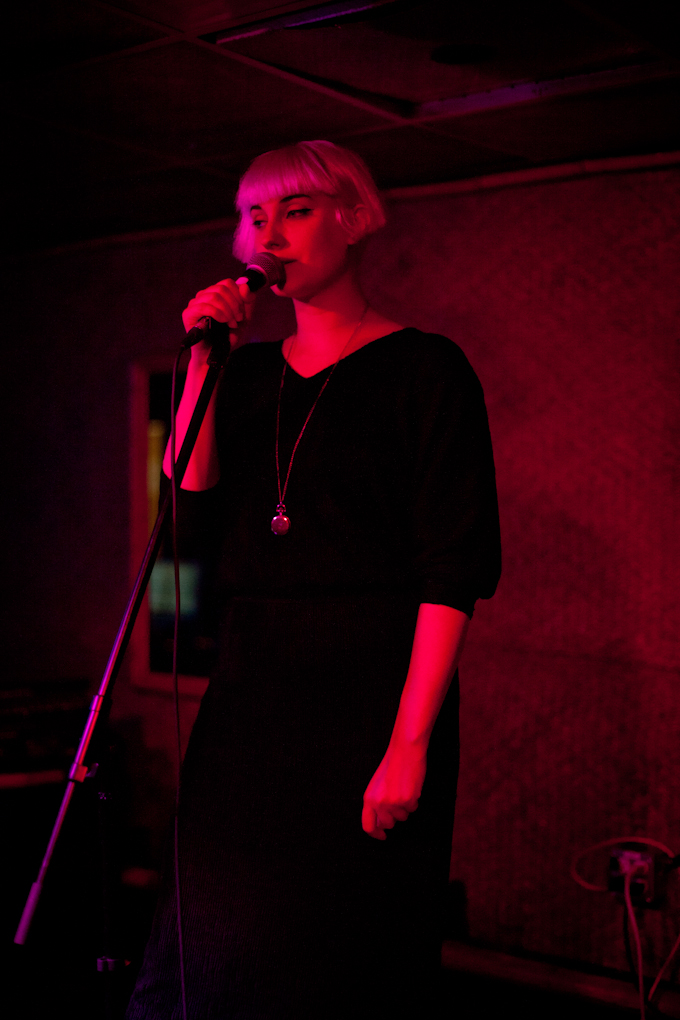
Molly Nilsson en 2012.

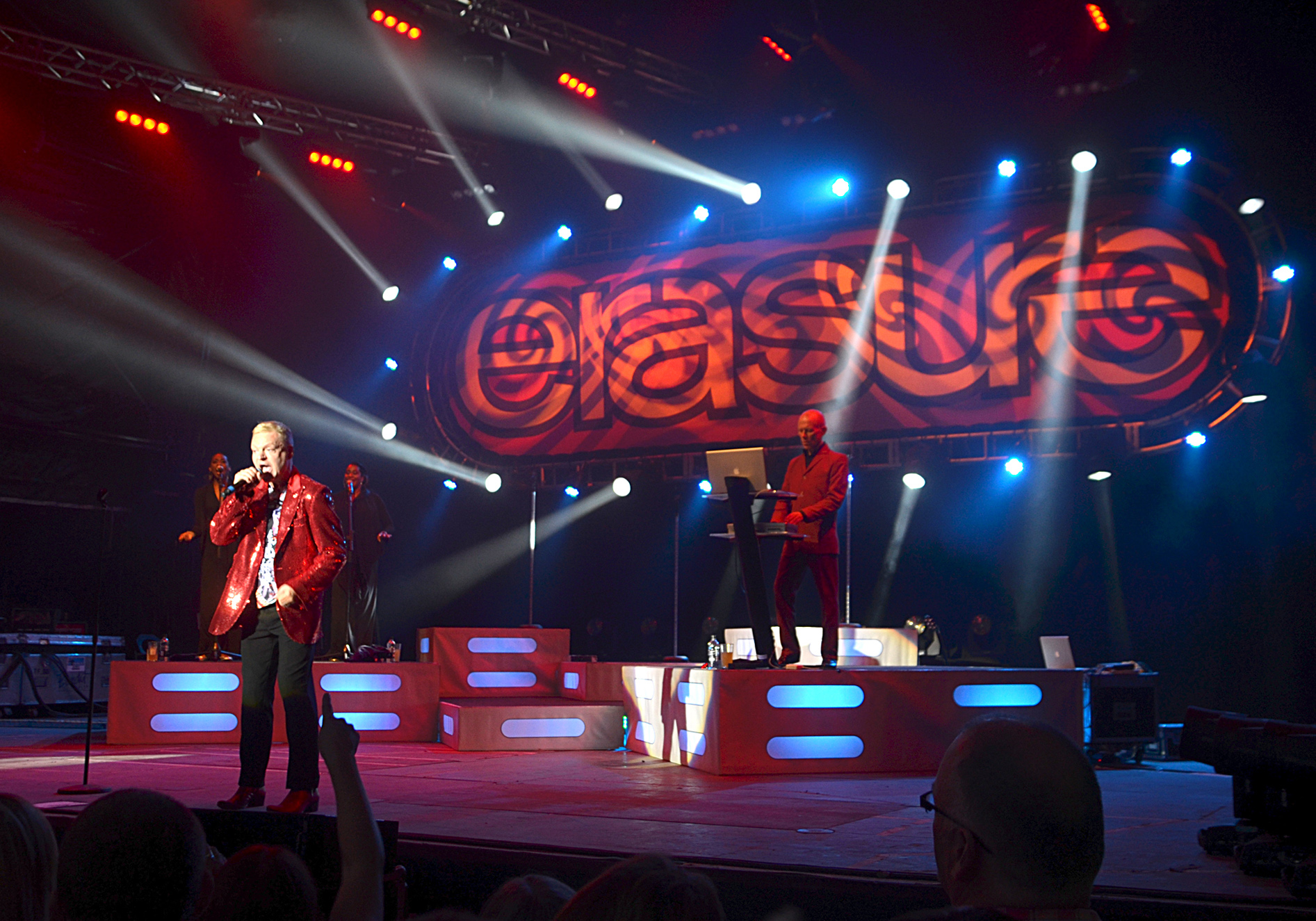
Erasure.

El movimiento se expandió, aparte del Reino Unido, muy especialmente en Alemania. No en vano fue el grupo alemán Kraftwerk quien inició de algún modo el movimiento y el sonido synth pop. Kraftwerk lanzó al mercado su primer álbum del mismo nombre en 1970. Kraftwerk, que había provenido del movimiento del rock progresivo, decidió ir más allá con la experimentación sonora creando un innovador concepto multidisciplinario en las futuras generaciones de la música electrónica. Los más importantes exponentes del synth pop en Alemania son, además de Kraftwerk, Alphaville, Celebrate the Nun, Camouflage, Michael Cretu, Molly Nilsson. Así el synth pop se fue extendiendo por el resto de Europa.
En Bélgica surgió el grupo Front 242. En sus inicios empezaron en la corriente del synth pop; posteriormente comenzaron con el movimiento EBM.
En Francia se dejaron notar las influencias del virtuoso músico Jean-Michel Jarre, hijo del célebre músico francés Maurice Jarre quien dejó el conservatorio para desarrollar su talento en la experimentación sonora de la música electrónica.
En España, inicia su andadura en 1980 el grupo Aviador Dro, fundadores del sello independiente DRO con el que grabarán la mayoría de grupos del pop español de los años 1980. También en 1981 nace el dúo Azul y Negro que iniciará una exitosa carrera tanto nacional como internacional. Otros grupos españoles de esta tendencia son WAQ, Esplendor Geométrico, o los valencianos Glamour quienes crearon escuela en su ciudad con grupos como Betty Troupe o Vídeo. También fueron etiquetados como tecno en un principio uno de los más importantes grupos de pop españoles: el trío Mecano.
Finalmente, a comienzos del 2000, surgió en España una nueva ola de bandas synth-future pop, liderada por los canarios Re/Move y los malagueños Culture Kultür, emergiendo notables bandas como Estatuas de Sol, The Tractor, Silica Gel, Ultraviolet, OBK, Maralian, Conmutadores, Destino Plutón, After The Rain, Lemon Fly, Avenida Corrientes, etc.
En Italia aparecieron también algunos grupos, ya en los años 1970, que practicaban este estilo de música. Uno de los mayores representantes del movimiento synth pop italiano fue Giorgio Moroder,[cita requerida] quien en 1978 ganó el Óscar por la composición del tema («The Chase») de la película El expreso de medianoche (Midnight Express).

### Otros países
Devo fue uno de los primeros grupos de synth pop en Estados Unidos. Hasta ese momento había una importante resistencia al uso de sintetizadores en la escena estadounidense. Devo alcanzó fama mundial con éxitos como Whip It, Working In the Coal Mine y Peek-a-Boo, entre otros. Hoy por hoy es considerado un grupo de culto.
Posteriormente, en la mitad de la década de los ochenta aparecerían también grupos de gran relevancia como Information Society.
En Quebec (Canadá) cabe destacar a la formación Trans-X, con su enorme éxito internacional Living on Video.
La banda Flans, con la canción No controles, en 1985 (una versión de la canción del grupo español Olé Olé), fue la primera canción con tintes tecno-pop interpretada en México.
En los años 1980 apareció una banda llamada Size integrada por el cantante Illy Bleeding, el bajista Dennys Sanborns (también escritor en la Revista Sonido), el guitarrista y tecladista This Grace y el baterista Dean Stylette. Comenzaron tocando post punk, para pasar después a géneros como el New Romantic y el propio synth pop.
En 1984 intentaron sacar el álbum Nadie puede vivir con un monstruo, sin éxito porque no encontraron compañía que los respaldara (el disco vio la luz en la década de 1990).
Al mismo tiempo surgen grupos como Syntoma, Interface, Casino Shanghai, Silueta Pálida, Década 2, Duda Mata, o Volti, formando un movimiento de culto subterráneo a mediados de la década de 1980.
En 1991 aparece Mœnia; a la par apareció La Siguiente Página. En 1990 se forma en Argentina el dúo Electrónico Beat Cairo editando varios discos, estando activos hasta la fecha.
La agrupación con más relevancia en toda Hispanoamérica de synth pop, fue la banda argentina Virus, caracterizada por ser la primera banda de Hispanoamérica de Synth pop la cual estuvo tocando desde su formación en 1980 hasta 1990; en 1988 el cantante de la agrupación Federico Moura muere debido a que se encontraba infectado con VIH y fue reemplazado por su hermano Marcelo Moura hasta que el grupo se disuelve finalmente en 1990. En 1994 vuelven a tocar además de participar en la agrupación «VIDA», la cual es la agrupación entre Soda Stereo y Virus. Mientras que en Chile las dos bandas que más experimentaron con este género fueron Los prisioneros, en especial con su segundo álbum Pateando piedras de 1986 con canciones como "Muevan las industrias" o "Estar solo" y la banda Aparato Raro con canciones como "Calibraciones".
En la década de los años 2000 se forma la banda Adicta, disuelta unos años más tarde debido a la repentina muerte de su vocalista.

#### En Japón
A finales de noviembre de 1978, en Japón, aparece el disco homónimo de Yellow Magic Orchestra, banda que llevaría la senda iniciada por Kraftwerk en el uso de los sintetizadores hacia otros horizontes.
Otra banda que también sería importante es P-Model, una banda que también inició su andadura a finales de los años 1970, y que permaneció activa hasta que el vocalista, Susumu Hirasawa comenzó su carrera en solitario en 1989 manteniendo el mismo estilo hasta ahora. A pesar de todo, el synth pop no llegó a alcanzar la popularidad que alcanzó en Europa ya que se trataba de un estilo visto por muchos como escasamente comercial. Esto cambió en la década de 1990, cuando el compositor Tetsuya Komuro irrumpió con fuerza en el panorama musical japonés. El éxito de Komuro como compositor electrónico provocó la aparición de nuevos músicos como Daisuke Asakura, creador de conocidas bandas de synth-pop como Access o Iceman, que llevarían el género hasta estratos más comerciales que las bandas anteriormente citadas.
En el nuevo milenio, el Synth-pop se asentó firmemente en el panorama musical japonés gracias a nuevos productores como Yasutaka Nakata, creador bandas como Capsule y Perfume. El género, por otro lado, ha estado disfrutando una relación con otros fenómenos mediáticos como el Anime o los videojuegos conocidos como Novelas visuales, áreas en las cuales han destacado agrupaciones como I've Sound o fripSide.

## SigloXXI
El indie electrónico comenzó a despegar en el nuevo milenio como la nueva tecnología digital desarrollada, con actos de difusión en el Reino Unido, Justice en Francia, Lali Puna en Alemania y Ratatat o The Postal Service en Estados Unidos, la mezcla de una variedad de sonidos indie con la música electrónica, en gran parte de los pequeños sellos independientes. Del mismo modo, el subgénero electroclash comenzó en Nueva York a finales de la década de 1990, la combinación de synth pop, techno, punk y el arte de las performance. Fue pionero I-F, con su tema Space Invaders Are Smoking Grass (1998), seguido por artistas como Felix da Housecat, Peaches, Chicks on Speed y Fischerspooner. Se captó la atención internacional a principios del nuevo milenio y se extendió a las escenas en Londres y Berlín, pero rápidamente se desvaneció como género reconocible.
En el nuevo milenio, un renovado interés en la música electrónica y la nostalgia de la década de 1980 llevó a los inicios de un renacimiento del synth pop, con bandas como Adult y Fischerspooner. A partir de 2003 comenzaron a moverse en el género bandas como The Knife con su destacado sencillo Heartbeats, Cut Copy con Hearts on Fire, M83 con Kim & Jessie, MGMT, Chromatics, Ladytron, The Bravery, The Killers, todos los registros que se producen con un sintetizador incorporaron sonidos y estilos que contrastan con los géneros dominantes de post-grunge y Nu Metal. 
The Killers, The Bravery y The Stills dejaron su sonido synth pop atrás después de sus álbumes de debut y comenzaron a explorar el rock clásico, pero el estilo fue recogido por un gran número de artistas, intérpretes o ejecutantes, en particular las mujeres artistas en solitario como Lady Gaga cuyo sencillo Just Dance se fue número 1 en varios países, al igual que Poker Face (2008). Su éxito continuaría en sus sucesivos álbumes The Fame, The Fame Monster, The Remix y Born This Way, denominado por los medios de comunicación británicos una nueva era de la estrella femenina de electro-pop, citando a bandas como Little Boots, La Roux y Ladyhawke.
Otros artistas japoneses de techno-pop pronto siguieron esta estela, incluyendo Aira Mitsuki, Mizca, Sawa, Saori@Destiny y Sweet Holiday. Aunque artistas masculinos también surgieron en el mismo periodo, como Calvin Harris, Frankmusik, Hurts, Kaskade y LMFAO con su álbum Sorry For Party Rocking.
En los años 2010 continúan sobresaliendo muchos DJ's y bandas interesados en este género.
- Porter Robinson. Único DJ que ha logrado entrar al top 100 de la famosa y aclamada revista DJ Magazine con este género en la posición #56; su álbum debut Worlds fue considerado como «Mejor Disco del Año» en la clasificación de Beatmash Magazine. Además, fue considerado el DJ más influyente por THUMP.
- Crystal Castles con su destacado sencillo Not In Love, que junto con la participación de Robert Smith de la banda The Cure cosecharon críticas muy positivas en los medios en 2010.
- Arcade Fire comenzaron a introducir elementos electrónicos en su música creando así The Suburbs, el cual ganó el Grammy al álbum del año en 2010. Se destaca especialmente como sencillo synth pop Sprawl II (Mountains Beyond Mountains).
- Molly Nilsson, con su álbum Zenith tuvo una considerable repercusión, cosechó buenas críticas y se hizo conocida en varios países de Hispanoamérica y del mundo.
- Twin Shadow con el álbum Forget en 2010. La canción que le dio más fama fue Five Seconds, en 2012.
- Neon Indian se hizo famoso por su álbum llamado Era Extraña (2011), sobre todo por su canción Polish Girl.
- El exguitarrista de la banda Red Hot Chili Peppers, John Frusciante, lanza con su EP Letur-Lefr en 2012 su inicio dentro del género del synth pop, marcando una diferencia en su estilo, respecto a su historial musical, siguiéndole a este, los álbumes como PBX Funicular Intaglio Zone (2012), un EP llamado Outsides (2013) y Enclosure (2014). Empezó a combinar el estilo de producción que se utilizaba en los años 60 y el principio de los años 1970 con la producción electrónica moderna; también balanceando la música pop con formas abstractas de música.
- iamamiwhoami llamó la atención con una fuerte campaña audiovisual. Su álbum Kin se ganó a la crítica especializada.
- M83 siguió elevando su éxito tras lanzar el álbum Hurry Up, We're Dreaming, en el cual se distingue su famoso sencillo Midnight City.
- Metronomy con el álbum The English Riviera.
- Grimes con el álbum Visions en 2012. Su sencillo Oblivion fue nombrado la mejor canción de la década por la revista Pitchfork Media.
- Kavinsky, representante del género actual synthwave, logró popularidad con su sencillo Nightcall al estar incluido en la banda sonora de la película Drive, en la cual predomina la música electrónica con reminiscencias de los ochenta.
- Trust con su álbumes TRST y Joyland.
- La banda británica Chvrches logró posicionarse en la escena del Synth Pop con su primer álbum The Bones of What You Believe de 2013. En 2015, lanzarían su segundo álbum Every Open Eye, seguido por Love is Dead en 2018 y Screen Violence en 2021.
- Sky Ferreira.
- And Finally se mantuvo durante semanas en el Top de recomendados de iTunes con su álbum de debut Heartbreak Empire que incluía los éxitos Same Reality, She Drank My Life y Kill Him.
- En 2020, tiene un auge comercial en Estados Unidos, con el disco After Hours del cantante The Weeknd y Future Nostalgia de la cantante Dua Lipa.